# Ґорґулі
Ґорґулі (груз. გორგული) — село в Грузії.
За даними перепису населення 2014 року в селі проживає 155 осіб.